# Triumph (musikalbum)
Triumph är ett musikalbum av The Jacksons. Alla låtar är skrivna och producerade av The Jacksons.
Bröderna sjöng alla låtar själva och hade egna solo-delar i alla låtarna. Albumets hitar var "Lovely One", "Can You Feel It" och "Heartbreak Hotel" (som döptes om till "This Place Hotel" för att undvikas att bli ihopblandad med Elvis Presleys låt med samma namn).
Triumph var The Jacksons första album som nådde förstaplatsen sen "Maybe Tomorrow" från 1971 och sålde senare Platinum. 
"Can You Feel It" handlade om enighet och relationer och blev populär som en hyllningslåt för mänskliga relationer. Låten var skriven av Jackie och Michael och låten sägs vara en av de mest samplade låtarna i Hip-hop och Pop. Randy och Michael sjöng texten. Videon blev också mycket populär och är känd för sina special effekter som var före sin tid.
Michael och Marlon sjöng "Give it up" tillsammans och Jackie sjöng "Wondering Who" själv.

## Låtlista
1. "Can You Feel It" (Jackie Jackson/Michael Jackson)
2. "Lovely One" (Michael Jackson/Randy Jackson)
3. "Your Ways" (Jackie Jackson)
4. "Everybody" (Michael Jackson/Tito Jackson/Mike McKinney)
5. "This Place Hotel" (Michael Jackson) ändrade namn från Heartbreak Hotel för att undvika förväxlning med Elvis Presleys sång
6. "Time Waits For No One" (Jackie Jackson/Randy Jackson)
7. "Walk Right Now" (Michael Jackson/Jackie Jackson/Randy Jackson)
8. "Give It Up" (Michael Jackson/Randy Jackson)
9. "Wondering Who" (Jackie Jackson/Randy Jackson)

## Kuriosa
- Madonna samplade låten "Can You Feel It" på sin låt "Sorry" samt på "Material Girl".